# Charny Orée de Puisaye
Charny Orée de Puisaye község Franciaország Burgundia-Franche-Comté régiójában, Yonne megyében. Új községként 2016. január 1-jén jött létre 14 község: Chambeugle, Charny, Chêne-Arnoult, Chevillon, Dicy, Fontenouilles, Grandchamp, Malicorne, Marchais-Beton, Perreux, Prunoy, Saint-Denis-sur-Ouanne, Saint-Martin-sur-Ouanne és Villefranche egyesítésével. A korábbi községek egyesülésekor az új község lélekszáma 5153 főre nőtt, központja Charny-ben lett. Lakosainak száma 4854 fő (2022. január 1.).

## Népesség
| Lakosok száma | 5153 | 4877 | 4854 | 4815 | 4759 | 4807 | 4854 |
|               | 2012 | 2017 | 2018 | 2019 | 2020 | 2021 | 2022 |